# Хаїров Самір Іскендерович
Самір Іскендерович Хаїров (азерб. Samir Xairov, нар. 4 лютого 1974) — радянський та азербайджанський футболіст, що грав на позиції захисника. Виступав, зокрема, за клуб «Нефтчі» та луганську «Зорю-МАЛС», а також національну збірну Азербайджану.

## Клубна кар'єра
Народився 4 лютого 1974 року. У дорослому футболі дебютував 1991 року виступами за команду МЦОП «Динамо» у Другій нижчій лізі СРСР, взявши участь у 34 матчах чемпіонату.
Після розпаду СРСР став гравцем столичного клубу «Тараггі», з яким зіграв у Вищій лізі першого чемпіонату Азербайджану, після чого грав за клуби «Нефтчі» та «Баки Фехлесі».
Влітку 1995 року став гравцем луганської «Зорі-МАЛС», у складі якої 25 липня 1995 року дебютував у Вищій лізі України у матчі проти запорізького «Торпедо» (0:1), відігравши увесь матч. Всього до кінця року зіграв у 10 матчах чемпіонату, після чого повернувся в «Баки Фехлесі».
1997 року став гравцем новоствореного клубу «Динамо» (Баку), де провів наступний сезон, після чого ще рік провів у «Нефтчі».
У сезоні 1999/00 знову грав за «АНС Півані» (колишній «Баки Фехлесі»), але провів лише 5 матчів у чемпіонаті. В подальшому грав за «Хазар Університеті» (з 2004 року — «Інтер» (Баку), «Нефтчі» та «Шахдаг»
Завершив професіональну ігрову кар'єру у клубі МОІК, за який недовго виступав протягом другої половини 2005 року.

## Виступи за збірну
11 жовтня 1995 року дебютував в офіційних іграх у складі національної збірної Азербайджану у матчі відбору на Євро-1996 проти збірної Ізраїлю (0:2). Через два роки, 1 березня 1997 року зіграв свій другий і останній матч за збірну, вийшовши на поле в товариській грі з естонцями (0:2).
| Дата       | Місто     | Господарі | Результат | Гості       | Турнір            | Голи | Примітки |
| ---------- | --------- | --------- | --------- | ----------- | ----------------- | ---- | -------- |
| 11-10-1995 | Тель-Авів | Ізраїль   | 2 – 0     | Азербайджан | Відбір до ЧЄ 1996 | -    |          |
| 1-3-1997   | Ларнака   | Естонія   | 2 – 0     | Азербайджан | товариський матч  | -    |          |
| Усього     |           | Матчів    | 2         |             | Голів             | 0    |          |

## Досягнення
- чемпіон Азербайджану: 2003-04
- Володар кубка Азербайджану: 1998-99, 2003-04